# Ariquemes (microregio)
Ariquemes is een van de 8 microregio's van de Braziliaanse deelstaat Rondônia. Zij ligt in de mesoregio Leste Rondoniense en grenst aan de microregio's Ji-Paraná, Porto Velho, Madeira (AM) en Aripuanã (MT). De microregio heeft een oppervlakte van ca. 24.334 km². In 2006 werd het inwoneraantal geschat op 170.055.
Zeven gemeenten behoren tot deze microregio:
- Alto Paraíso
- Ariquemes
- Cacaulândia
- Machadinho d'Oeste
- Monte Negro
- Rio Crespo
- Vale do Anari

Mesoregio's: Leste Rondoniense · Madeira-Guaporé

Microregio's: Alvorada d'Oeste · Ariquemes · Cacoal · Colorado do Oeste · Guajará-Mirim · Ji-Paraná · Porto Velho · Vilhena